# Заглоба (Люблінське воєводство)
Заглоба (пол. Zagłoba) — село в Польщі, у гміні Вількув Опольського повіту Люблінського воєводства.
Населення — 349 осіб (2011).

## Демографія
Демографічна структура станом на 31 березня 2011 року:
|          | Загалом | Допрацездатний вік | Працездатний вік | Постпрацездатний вік |
| -------- | ------- | ------------------ | ---------------- | -------------------- |
| Чоловіки | 176     | 39                 | 114              | 23                   |
| Жінки    | 173     | 22                 | 97               | 54                   |
| Разом    | 349     | 61                 | 211              | 77                   |